# Ловниця
Ловниця (пол. Łownica) — село в Польщі, у гміні Ліпник Опатовського повіту Свентокшиського воєводства.
Населення — 186 осіб (2011).
У 1975-1998 роках село належало до Тарнобжезького воєводства.

## Демографія
Демографічна структура на день 31 березня 2011 року:
|          | Загалом | Допрацездатний вік | Працездатний вік | Постпрацездатний вік |
| -------- | ------- | ------------------ | ---------------- | -------------------- |
| Чоловіки | 91      | 20                 | 61               | 10                   |
| Жінки    | 95      | 20                 | 53               | 22                   |
| Разом    | 186     | 40                 | 114              | 32                   |